# Маринкино (Владимирская область)
Маринкино — деревня в Киржачском районе Владимирской области России, входит в состав Кипревского сельского поселения. 

## География
Деревня расположена в 13 км на юго-восток от центра поселения деревни Кипрево и в 17 км на восток от райцентра города Киржач.

## История
В XIX — начале XX века деревня входила в состав Жердевской волости Покровского уезда, с 1926 года — в составе Киржачской волости Александровского уезда. В 1859 году в деревне числилось 38 дворов, в 1905 году — 65 дворов, в 1926 году — 74 двора.
С 1882 года в деревне располагалось заведение для размотки шёлка крестьянина Якова Герасимовича Белокурова. По данным на 1900 год в заведении работало 6 рабочих.
С 1929 года деревня являлась центром Маринкинского сельсовета Киржачского района, с 1940 года — в составе Ефремовского сельсовета, с 1954 года — в составе Желдыбинского сельсовета, с 1959 года — в составе Лукьянцевского сельсовета, с 1969 года — в составе Новоселовского сельсовета, с 2005 года — в составе Кипревского сельского поселения.

## Население
| 1859 | 1905 | 1926 | 2002 | 2010 | 2021 |
| ---- | ---- | ---- | ---- | ---- | ---- |
| 253  | ↗269 | ↗351 | ↘2   | ↘1   | →1   |